# Rinorea
Rinorea és un gènere de plantes amb flors que pertany a la família de les Violaceae. Comprèn 361 espècies.

## Espècies seleccionades
- Rinorea abbreviata G. Achoundong & J.J. Bos
- Rinorea acommanthera Gagnep.
- Rinorea antioquiensis Smith & Fernández
- Rinorea bicornuta Hekking
- Rinorea brachythrix S.F.Blake
- Rinorea cordata Smith & Fernández
- Rinorea crenata S.F.Blake
- Rinorea dasyadena Robyns
- Rinorea deflexa (Bentham) S.F.Blake
- Rinorea deflexiflora Bartlett
- Rinorea endotricha Sandwith
- Rinorea fausteana Achoundong
- Rinorea guatemalensis (S. Watson) Bartlett
- Rinorea haughtii Smith & Fernández
- Rinorea hirsuta Hekking
- Rinorea hummelii Sprague
- Rinorea hymenosepala S.F.Blake
- Rinorea keayi Brenan
- Rinorea laurifolia Smith & Fernández
- Rinorea longistipulata Hekking
- Rinorea marginata (Triana & Planchon) Rusby ex Johnston
- Rinorea maximiliani (Eichler in Martius) Kuntze
- Rinorea melanodonta S.F.Blake
- Rinorea oraria Steyermark & Fernández
- Rinorea pectino-squamata Hekking
- Rinorea ramiziana Glaziou ex Hekking
- Rinorea squamata S.F.Blake
- Rinorea thomasii Achoundong
- Rinorea thomensis Exell
- Rinorea ulmifolia Kuntze
- Rinorea uxpanapana Wendt
- Rinorea villosiflora Hekking
- Rinorea welwitschii (Oliv.) Kuntze